# Le Monstre (film, 1955)
Pour les articles homonymes, voir Le Monstre.
Pour plus de détails, voir Fiche technique et Distribution.
Le Monstre (The Quatermass Xperiment) est un film britannique réalisé par Val Guest, sorti en 1955.
Il s'agit du premier long-métrage de cinéma dans lequel intervient le personnage de Bernard Quatermass, créé par Nigel Kneale pour la BBC; suivront La Marque (Quatermass 2, 1957) de Val Guest également et Les Monstres de l'espace (Quatermass and the Pit, 1967) réalisé par Roy Ward Baker.
Le film débute alors qu'une fusée spatiale fait un atterrissage plutôt chaotique en rase campagne, ce qui attire les militaires, suivis par le fameux physicien Bernard Quatermass et ses assistants, parmi lesquels une femme qui se trouve être l'épouse de l'un des passagers de l'engin spatial.

## Synopsis
Le British-American Rocket Group, dirigé par le professeur Bernard Quatermass, lance sa première fusée habitée dans l'espace. Peu de temps après, tout contact est perdu avec la fusée et son équipage de trois personnes composé de Carroon, Reichenheim et Green. La grande fusée revient ensuite sur Terre pour s'écraser dans un champ de la campagne anglaise. Quatermass et son assistant Marsh arrivent sur les lieux, accompagné des services d'urgence locaux ainsi que de Judith, la femme de Carroon, du docteur Briscoe et de Blake, un fonctionnaire du ministère qui réprimande Quatermass à plusieurs reprises pour avoir lancé la fusée sans autorisation officielle. Après s'en être approché, l'écoutille de la fusée est finalement ouverte et Carroon en sort en titubant. Il n'y a aucun signe des deux autres membres de l'équipage alors que l'astronaute est en état de choc. Il ne fait que répéter les mots Aidez-moi. À l'intérieur de la fusée, Quatermass et Marsh découvrent les deux autres combinaisons spatiales attachées mais sans leurs occupants.
Carroon est emmené dans le laboratoire de Briscoe et même sous des soins attentifs, il reste muet, totalement immobile mais avec des yeux en alertes qui laisser entrevoir de la férocité et de la ruse. Briscoe découvre un point étrangement défigurée sur son épaule et remarque des changements dans son visage, suggérant une sorte de mutation de la structure osseuse sous-jacente. Pendant ce temps, l'inspecteur Lomax de Scotland Yard a entrepris une enquête sur la disparition des deux autres hommes. Il informe Quatermass qu'ayant relevé des empreintes digitales, il apparait qu'elles correspondent à celles de Carroon, ce qui en fait son principal suspect. Comme Judith insiste sur le fait que Briscoe n'aide pas son mari, Quatermass accepte de faire transférer Carroon dans un hôpital ordinaire sous surveillance. Marsh, pendant ce temps, a développé le film de la caméra intérieure de la fusée Les membres de l'équipage sont vus pendant un certain temps à leurs tâches quotidienne avant que soudainement, quelque chose semble venir secouer lourdement le vaisseau. Après cela, l'atmosphère de la cabine se déforme de façon cauchemardesque et les hommes réagissent comme si quelque chose d'effrayant mais non visible, était là avec eux. Un par un, ils s'effondrent, Carroon étant le dernier à resister.
Quatermass et Briscoe déterminent, à partir de ces preuves, que quelque chose de vivant dans l'espace a pénétré le vaisseau, dissous Reichenheim et Green dans leurs combinaisons spatiales, et du s'introduire dans le corps de Carroon. Selon leur théorie, ce dernier est maintenant en train d'être transformé par cette entité inconnue. Ne sachant rien de tout cela, la femme de Carroon engage un détective privé, Christie, pour faire sortir son mari de l'hôpital sécurisé. L'évasion est réussie mais dans l'ascenseur Carroon tue Christie et absorbe la force vitale de son corps en laissant une enveloppe de chair ratatinée. Judith découvre rapidement ce qui arrive à son mari qui disparaît dans la nuit londonienne, la laissant indemne mais complètement traumatisée.
L'inspecteur Lomax lance une chasse à l'homme pour retrouver le fugitif, qui se rend dans une pharmacie voisine et tue le pharmacien en se servant de sa main et de son bras tuméfiés, croûtés et criblés d'épines de cactus comme d'une massue. Lorsque la police arrive, elle découvre un cadavre tordu et vidé. Quatermass pense que Carroon a pris des produits chimiques spécifiques pour accélérer son changement de métabolisme tout en se demandant quoi. Après s'être caché sur une péniche, Carroon rencontre une petite fille qu'il laisse indemne par la seule force de sa volonté. Cette nuit-là, il se trouve dans le zoo, à peine visible au milieu de quelques buissons ombragés, alors qu'il ne reste que très peu de sa forme humaine. Au matin, on trouve des carcasses d'animaux éparpillées un peu partout et des cages défoncés. Une traînée de bave s'éloigne de ce massacre jusque parmi les buissons où Quatermass et Briscoe trouvent également un vestige humain de Carroon, qu'ils ramènent dans leur laboratoire. Après examen, Quatermass conclut qu'une sorte de vie extraterrestre prédatrice a complètement pris le dessus et finira par libérer des spores de reproduction, mettant en danger la planète entière.
Le vestige, devenu beaucoup plus grand, s'échappe de sa cage de verre mais meurt de faim sur le sol après quelques instants. Sur les conseils d'un vagabond, Lomax et ses hommes traquent Carroon jusqu'à l'abbaye de Westminster, où elle a rampé en haut d'un échafaudage métallique. Carroon n'est désormais plus maintenant qu'une gigantesque masse informe de tissus animaux et végétaux combinés à des yeux, des nodules distendus et des frondes en forme de tentacules remplies de spores. Quatermass arrive et demande que tous les courants d'énergie électrique de Londres soient combinés et que l'énergie générée soit rapidement détournée vers l'abbaye. Un câble électrique très résistant est installé et fixé au bas de l'échafaudage métallique avant d'être allumé, ce qui électrocute la créature extraterrestre. Elle est incinérée avant qu'elle ne puisse libérer ses spores dans l'atmosphère.
La menace éliminée, Quatermass sort rapidement de l'abbaye, préoccupé par ses pensées. Il ignore tous ceux qui lui posent des questions jusqu'à ce que Marsh s'approche et lui demande ce qu'il compte faire. Sans se démonter, Quatermass répond avec désinvolture qu'il va recommencer tout en laissant son assistant derrière lui.
Quelque temps plus tard, on aperçoit un deuxième vaisseau spatial habité qui s'élance dans l'espace.

## Fiche technique
- Titre : Le Monstre
- Titre original : The Quatermass Xperiment
- Réalisation : Val Guest
- Scénario : Richard H. Landau et Val Guest, d'après le scénario Nigel Kneale
- Images : Walter J. Harvey
- Musique : James Bernard
- Effets spéciaux : Les Bowie
- Production : Anthony Hinds et Robert L. Lippert pour Hammer Film
- Pays d'origine : Royaume-Uni
- Format : Noir et Blanc - 1,37:1 - Mono
- Genre : Science-fiction, Horreur
- Durée : 82 minutes
- Date de sortie :
  - 28 septembre 1955  Royaume-Uni
  - 11 mai 1956  Allemagne de l'Ouest
  - juin 1956  États-Unis

## Distribution
- Brian Donlevy : le professeur Bernard Quatermass
- Jack Warner : l'inspecteur Lomax
- Margia Dean : Judith Carroon
- Thora Hird : Rosemary "Rosie" Elizabeth Rigly
- Gordon Jackson : le producteur de la BBC
- David King-Wood : le docteur Gordon Briscoe (l'associé de Quatermass)
- Harold Lang : Christie (l'homme qui aide Victor à s'échapper)
- Lionel Jeffries : Blake
- Sam Kydd : le policier qui interroge Rosie
- Richard Wordsworth : Victor Carroon (l'un des astronautes)
- Jane Asher : La petite fille (non-créditée)

### Vidéographie
- zone 2 : Le Monstre (The Quatermass Xperiment), Metropolitan « collection Les Trésors de la Hammer », 2005,  (EAN 3-512391-116064).